# Liên bang Thụy Sĩ (Napoleonic)
Liêng bang Thuỵ Sĩ (Napoleonic) là một nhà nước chư hầu của Pháp, tồn tại từ năm 1803 khi Tổng tài Napoleon Bonaparte của Pháp thông qua Đạo luật hòa giải, cho bãi bỏ Cộng hòa Helvetic, tái lập lại Liên bang Thuỵ Sĩ, và nhà nước này tồn tại cho đến năm 1815, khi hiệp ước Liên bang được thông qua và Đại hội Viên công nhận tính trung lập của Thuỵ Sĩ mãi mãi. Thời kỳ này còn được gọi là Thụy Sĩ trong kỷ nguyên Napoleon.
Trong Chiến tranh Cách mạng Pháp, quân đội cách mạng tiến về phía đông, bao vây Thụy Sĩ trong các trận chiến chống lại Áo-Habsburg. Năm 1798, Thụy Sĩ bị Pháp tràn ngập hoàn toàn và được đổi tên thành Cộng hòa Helvetic. Nền công hoà này gặp phải những vấn đề kinh tế và chính trị nghiêm trọng. Năm 1798, Helvetic trở thành chiến trường của Chiến tranh Cách mạng Pháp, lên đến đỉnh điểm là Trận chiến Zürich thứ hai năm 1799.
Năm 1803, Đạo luật hòa giải của Napoleon (trong vai trò Đệ Nhất Tổng tài Pháp) đã tái lập Liên bang Thụy Sĩ, khôi phục một phần chủ quyền của các bang, và các vùng lãnh thổ chư hầu và đồng minh trước đây là Aargau, Thurgau, Graubünden, St. Gallen, Vaud và Ticino trở thành các bang có quyền bình đẳng.
Đại hội Viên năm 1815 đã tái lập hoàn toàn nền độc lập của Thụy Sĩ và các cường quốc châu Âu đã đồng ý công nhận vĩnh viễn sự trung lập của Thụy Sĩ. Vào thời điểm này, lãnh thổ của Thụy Sĩ đã được mở rộng lần cuối cùng, bằng các bang mới là Valais, Neuchâtel và Geneva. Nâng số bang tử 13 lên 19 vào năm 1803 và nâng lên 22 bang vào năm 1815, đây là lần mở rộng lãnh thổ và bang cuối cùng của Thụy Sĩ cho đến nay.
Giai đoạn Phục hưng Thuỵ Sĩ dẫn đến Chiến tranh Sonderbund (Sonderbundskrieg), được đánh dấu bằng sự hỗn loạn và dân số nông thôn phải đấu tranh chống lại ách thống trị của các thành bang, ví dụ như ở Züriputsch năm 1839.

## Bối cảnh

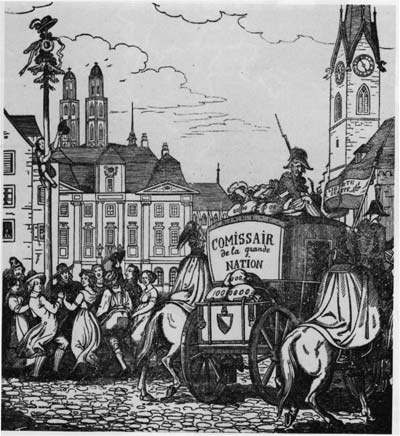
Người dân Zürich ăn mừng bằng điệu nhảy xung quanh Arbre de la liberté trên Münsterhof trong khi người Pháp cướp đi kho bạc (bản khắc gỗ năm 1848).

Cờ của Cộng hòa Helvetic

Trong những năm cuối của Ancien Régime, các cuộc xung đột ngày càng gia tăng trên khắp Liên bang (các thành bang quý tộc chống lại nông dân, Tin Lành chống lại Công giáo và bang chống lại bang) đã làm suy yếu và làm xao lãng Quốc hội liên bang. Tại Paris, Câu lạc bộ Helvetian, được thành lập vào năm 1790 bởi một số người Vaudois và Fribourger lưu vong, là trung tâm truyền bá các ý tưởng của Cách mạng Pháp ở phía tây Liên bang. Trong tám năm tiếp theo, các cuộc nổi loạn nổ ra trên khắp Liên bang và không giống như những sự kiện trước đó, nhiều cuộc nổi dậy đã thành công. Năm 1790, Hạ Valais nổi dậy chống lại các quận phía trên, nhà nước mà nó phụ thuộc. Năm 1791, Porrentruy nổi dậy chống lại Giám mục Basel và lập ra Cộng hòa Rauracian vào tháng 11 năm 1792 và năm 1793, đã có một cuộc nổi loạn ở tỉnh Mont Terrible của Pháp. Năm 1795, St. Gallen nổi dậy thành công chống lại Viện phụ vương quyền. Những cuộc nổi loạn này được Pháp ủng hộ hoặc khuyến khích, nhưng quân đội Pháp không trực tiếp tấn công Liên bang.
Tuy nhiên, sau thành công của Pháp trong Chiến tranh Liên minh thứ nhất (1792–1797) chống lại quân đội quý tộc Phổ và Áo, đã đến lúc hành động trực tiếp chống lại Ancien Régime quý tộc ở Thụy Sĩ. Năm 1797, các quận Chiavenna, Valtellina và Bormio, các vùng phụ thuộc của Ba Liên minh (một liên minh của Liên bang), đã nổi loạn dưới sự khuyến khích của Pháp. Họ nhanh chóng bị xâm lược và sáp nhập vào Cộng hòa Cisalpine vào ngày 10 tháng 10 năm 1797. Vào tháng 12 cùng năm, Giáo phận Basel bị chiếm đóng và sáp nhập. Vào ngày 9 tháng 12 năm 1797, Frédéric-César de La Harpe, một thành viên của Câu lạc bộ Helvetian từ Vaud, đã yêu cầu Pháp chiếm đống Bern để bảo vệ Vaud. Nhìn thấy cơ hội để loại bỏ một người hàng xóm phong kiến và giành lấy sự giàu có của Bern, Pháp đã đồng ý. Đến tháng 2 năm 1798, quân đội Pháp đã chiếm đóng Mulhouse và Biel/Bienne. Trong khi đó, một đội quân khác tiến vào Vaud và Cộng hòa Lemanic được tuyên bố ra đời. Quốc hội tan rã trong sự bàng hoàng mà không có bất kỳ bước đi nào để ngăn chặn cơn bão sắp tới. Vào ngày 5 tháng 3, quân đội tiến vào Bern, bị các đồng minh bỏ rơi và bị phân tâm bởi những cuộc cãi vã nội bộ. Với Bern, thành trì của đảng quý tộc, trong tay những người cách mạng, Liên bang cũ đã sụp đổ. Trong vòng một tháng, Liên bang đã nằm dưới sự kiểm soát của Pháp và tất cả các thành viên liên kết của Liên bang đều đã biến mất.

## Cộng hòa Helvetic

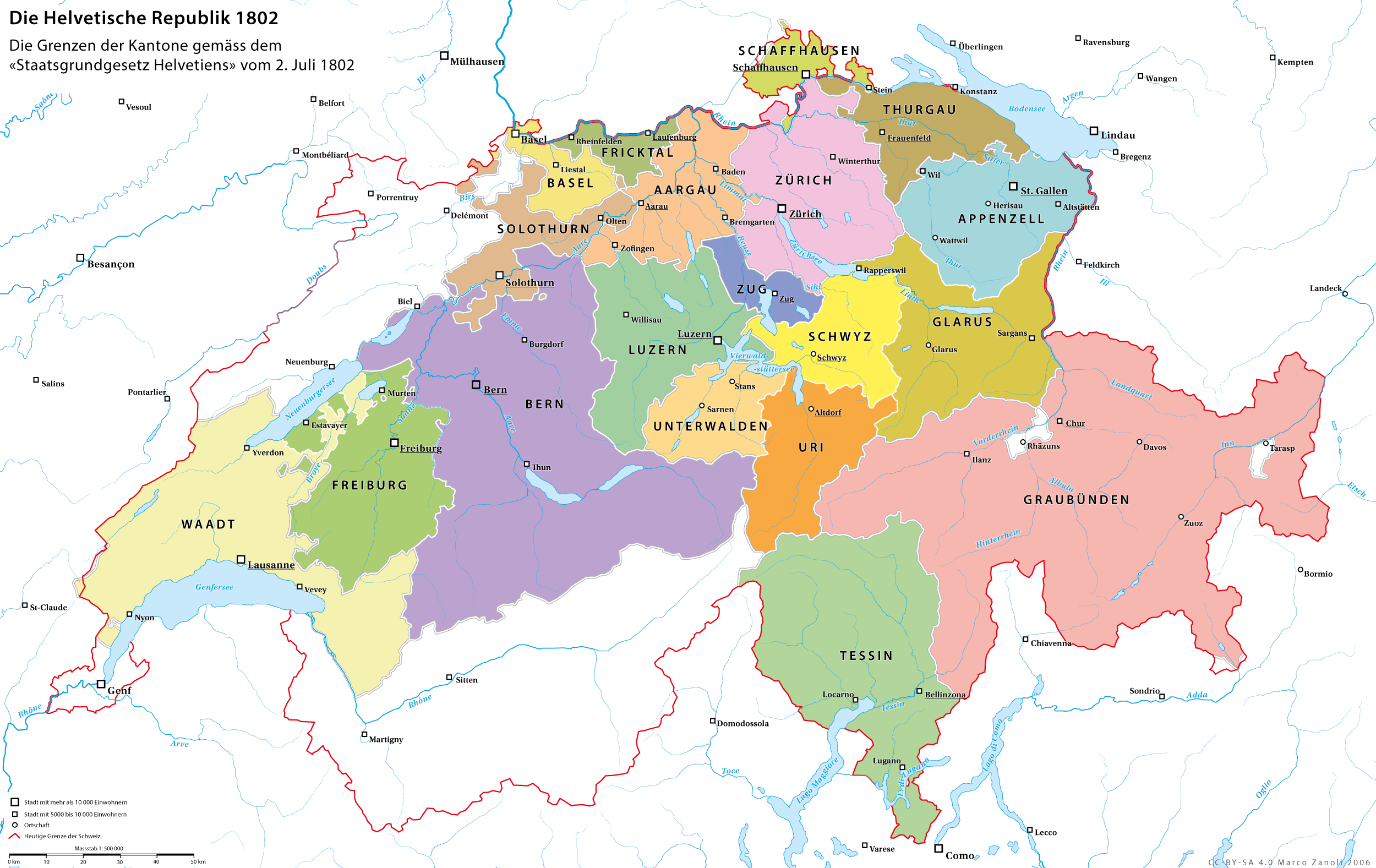
Cộng hòa Helvetic, có biên giới như Hiến pháp Helvetic thứ hai ngày 25 tháng 5 năm 1802

Vào ngày 12 tháng 4 năm 1798, 121 đại biểu bang tuyên bố thành lập Cộng hòa Helvetic, "Một và Không thể chia cắt". Chế độ mới đã bãi bỏ chủ quyền bang và các quyền phong kiến. Các lực lượng chiếm đóng đã thiết lập một nhà nước tập trung dựa trên các ý tưởng của Cách mạng Pháp.
Trước khi có nền Cộng hòa Helvetic, mỗi bang đều sở hữu chủ quyền hoàn toàn đối với lãnh thổ hoặc các vùng lãnh thổ của riêng mình. Có rất ít hệ thống chính quyền trung ương tồn tại, đối với các vấn đề liên quan đến liên bang, chủ yếu giới hạn trong Quốc hội, một cuộc họp của các đại diện đứng đầu từ các bang.
Hiến pháp của Cộng hòa Helvetic chủ yếu xuất đến từ thiết kế của Peter Ochs, một thẩm phán từ Basel. Nó thành lập một cơ quan lập pháp hai viện trung ương bao gồm Đại hội đồng (mỗi bang có 8 thành viên) và Thượng viện (mỗi bang có 4 thành viên). Cơ quan hành pháp, được gọi là "Directory", bao gồm 5 thành viên. Hiến pháp cũng thiết lập quyền công dân Thụy Sĩ thực sự, trái ngược với quyền công dân chỉ của bang nơi sinh của một người. Với quyền công dân Thụy Sĩ, quyền tự do tuyệt đối để định cư ở bất kỳ bang nào, các công xã chính trị giờ đây bao gồm tất cả cư dân, chứ không chỉ là những người dân thành thị. Tuy nhiên, đất đai và tài sản của cộng đồng vẫn thuộc về những người dân thành thị địa phương trước đây, những người đã tập hợp lại thành Bürgergemeinde.
Không có thỏa thuận chung nào về tương lai của Thụy Sĩ. Các nhóm lãnh đạo chia thành Unitaires, những người muốn một nền cộng hòa thống nhất, và Federalists, những người đại diện cho tầng lớp quý tộc cũ và yêu cầu quay trở lại chủ quyền của bang. Các nỗ lực đảo chính diễn ra thường xuyên và chế độ mới phải dựa vào sự chồng lưng của quân đội Pháp để tồn tại. Hơn nữa, lực lượng chiếm đóng đã cướp bóc nhiều thị trấn và làng mạc. Điều này khiến việc thành lập một nhà nước mới trở nên khó khăn.
Nhiều công dân Thụy Sĩ phản đối những ý tưởng "tiến bộ" này, đặc biệt là ở các khu vực trung tâm của đất nước. Một số khía cạnh gây tranh cãi hơn của chế độ mới đã hạn chế quyền tự do tôn giáo, khiến nhiều công dân ngoan đạo hơn phẫn nộ. Một số cuộc nổi loạn đã diễn ra, với ba Bang Forest (Uri, Schwyz và Unterwalden) nổi loạn vào đầu năm 1798. Người Schwyzer, dưới quyền Alois von Reding, đã bị người Pháp đè bẹp trên các đỉnh đồi Oberägeri vào tháng 4 và tháng 5, cũng như người Unterwaldner vào tháng 8 và tháng 9. Do sự tàn phá và cướp bóc, người Thụy Sĩ sớm quay sang chống lại người Pháp.
Sau cuộc nổi loạn của các Bang Forest, một số bang đã được sáp nhập, do đó làm giảm hiệu quả chống tập trung của họ trong cơ quan lập pháp. Uri, Schwyz, Zug và Unterwalden cùng nhau trở thành bang Waldstätten; Glarus và Sarganserland trở thành bang Linth, và Appenzell và St. Gallen hợp nhất thành bang Säntis.

### Chiến tranh Cách mạng Pháp ở Thụy Sĩ
Vào năm 1799, Thụy Sĩ trở thành chiến trường giữa quân đội Pháp, Áo và Đế quốc Nga, trong đó người dân địa phương chủ yếu ủng hộ hai nước Áo và Nga, từ chối lời kêu gọi chiến đấu cùng quân đội Pháp nhân danh Cộng hòa Helvetic.

#### Trận chiến Winterthur
Trận Winterthur (27 tháng 5 năm 1799) là một hành động quan trọng giữa Quân đội Danube, Quân đội Thụy Sĩ của Massena và quân đội Habsburg, do Friedrich Freiherr von Hotze người Thụy Sĩ chỉ huy. Winterthur nằm cách Zürich 18 km (11 dặm) về phía đông bắc. Do vị trí của nó nằm ở ngã ba của bảy ngã tư đường, quân đội chiếm giữ thị trấn này kiểm soát quyền tiếp cận hầu hết Thụy Sĩ và các điểm băng qua sông Rhein vào miền nam nước Đức.

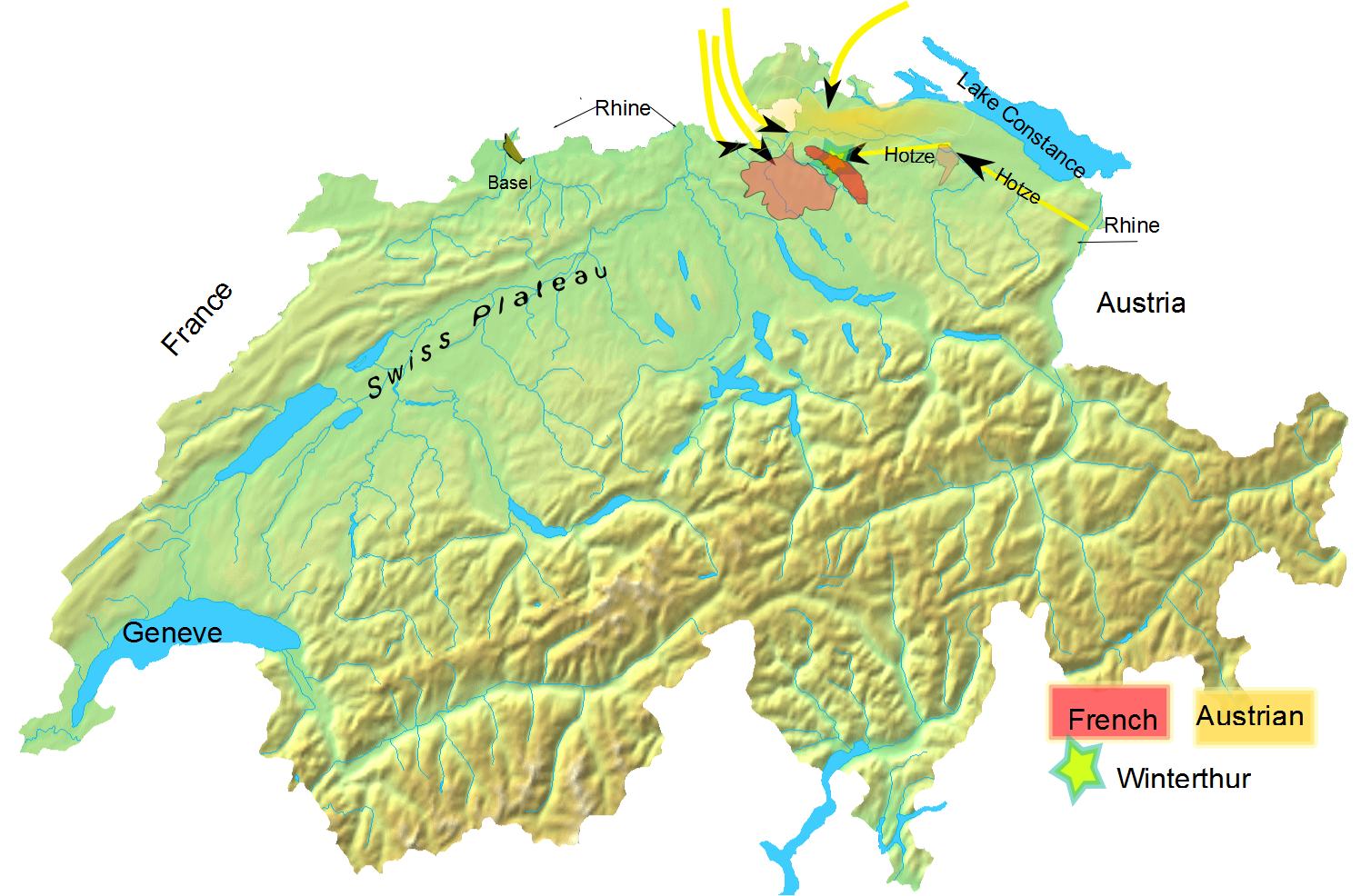
Quân đội của Hotze đã đến vùng ngoại ô Winterthur vào buổi sáng và ngay lập tức tấn công vị trí của Ney. Đến chiều, quân đội của ông đã gia nhập quân đội của Nauendorf và Đại công tước Charles, được đánh dấu màu vàng.

Với các yếu tố đầu tiên của cả hai đội quân Áo đã liên kết với nhau trong Trận Frauenfeld hai ngày trước đó; Masséna đã cử Tướng mới thăng chức của Sư đoàn là Michel Ney và một phần của Quân đội Danube đến Winterthur vào ngày 27 tháng 5 để ngăn chặn quân Áo tiến từ miền đông Thụy Sĩ. Nếu quân Áo thành công trong việc hợp nhất quân đội của Hotze từ phía đông với quân đội của Nauendorf ngay phía bắc Zurich và của Đại công tước Karl nằm ở phía bắc và phía tây, quân Pháp sẽ bị bao vây nguy hiểm tại Zurich.
Vào sáng ngày 27 tháng 5, Hotze tập hợp lực lượng của mình thành ba đội hình và hành quân về phía Winterthur. Đối diện với ông, Michel Ney triển khai lực lượng của mình xung quanh các cao điểm, được gọi là Ober-Winterthur, một vành đai đồi thấp cách thành phố khoảng 6 km (4 dặm) về phía bắc. Tổng chỉ huy của tuyến đầu, Jean Victor Tharreau, đã thông báo cho Ney rằng ông sẽ cử sư đoàn của Jean-de-Dieu Soult đến hỗ trợ ông; Ney hiểu điều này có nghĩa là ông phải đứng vững dọc theo toàn bộ tiền đồn, và rằng ông sẽ không bị cô lập. Ông hy vọng lực lượng nhỏ của mình sẽ nhận được sự tiếp viện từ sư đoàn của Soult. Do đó, Ney chỉ đạo lữ đoàn yếu nhất, dưới sự chỉ huy của Théodore Maxime Gazan, di chuyển lên một thung lũng dài hướng tới Frauenfeld, và một lữ đoàn khác, dưới sự chỉ huy của Dominique Mansuy Roget, chiếm bên phải, ngăn chặn bất kỳ cuộc cơ động đánh sườn nào của quân Áo.
Đến giữa buổi sáng, lực lượng của Hotze đã gặp phải sự kháng cự vừa phải của quân Pháp trước tiên từ hai lữ đoàn mà Ney có trong tay. Quân tiên phong của Áo nhanh chóng tràn ngập lữ đoàn yếu hơn và chiếm được khu rừng xung quanh làng Islikon. Sau khi bảo vệ được các làng Gundeschwil, Schottikon, Wiesendangen và Stogen, xa hơn về phía tây Islikon, Hotze triển khai hai đội hình của mình đối mặt với mặt trận của quân Pháp, trong khi đội hình thứ ba nghiêng về phía bên phải của quân Pháp, như Ney đã mong đợi. Soult không bao giờ xuất hiện (sau đó ông bị đưa ra tòa án quân sự vì tội bất tuân) và Ney rút quân của mình qua Winterthur, tập hợp lại với lực lượng chính của Tharreau ở ngoại ô Zurich. Một ngày sau, lực lượng của Hotze hợp nhất với lực lượng chính của Áo do Đại công tước Karl chỉ huy.

#### Trận chiến giành Zürich
Trong Trận Zürich lần thứ nhất, diễn ra vào ngày 4–7 tháng 6 năm 1799, khoảng 45.000 quân Pháp và 53.000 quân Áo đã giao tranh trên đồng bằng xung quanh thành phố. Ở cánh trái, Hotze có 20 tiểu đoàn bộ binh, cộng với pháo binh hỗ trợ và 27 phi đội kỵ binh, tổng cộng là 19.000 người. Ở cánh phải, Tướng Friedrich Joseph, Bá tước xứ Nauendorf chỉ huy thêm 18.000 quân. Trận chiến khiến cả hai bên phải trả giá đắt; Tướng Lữ đoàn Cherin đã tử trận, về phía Pháp, và về phía Áo, Feldzeugmeister (Tướng bộ binh) Olivier, Bá tước xứ Wallis, đã tử trận. Về phía Pháp, 500 người tử trận, 800 người bị thương và 300 người bị bắt; về phía Áo, 730 người tử trận, 1.470 người bị thương và 2.200 người bị bắt. Khi quân Áo chiếm được các vị trí của quân Pháp trong thành phố, họ cũng chiếm được hơn 150 khẩu pháo. Cuối cùng, tướng Pháp André Masséna đã nhượng thành phố cho quân Áo, dưới quyền Đại công tước Karl. Massena rút lui qua sông Limmat, nơi ông cố gắng củng cố các vị trí của mình. Lực lượng của Hotze đã quấy rối cuộc rút lui của họ và bảo vệ bờ sông. Mặc dù Hotze đã quấy rối mạnh mẽ cuộc rút lui của quân Pháp, Karl đã không tiếp tục rút lui; Masséna đã tự lập ở bờ bên kia của Limmat mà không bị đe dọa truy đuổi từ lực lượng chính của Quân đội Áo, khiến sĩ quan liên lạc người Nga, Alexander Ivanovich, Bá tước Ostermann-Tolstoy rất khó chịu.
Vào ngày 14 tháng 8 năm 1799, một lực lượng Nga gồm 6.000 kỵ binh, 20.000 bộ binh và 1.600 người Cossack, dưới quyền Alexander Korsakov, đã gia nhập lực lượng của Đại công tước Karl tại Schaffhausen. Trong một hoạt động giống như cái kẹp, cùng với người Nga, họ sẽ bao vây đội quân nhỏ hơn của André Masséna trên bờ sông Limmat, nơi họ đã ẩn náu vào mùa xuân trước. Để chuyển hướng cuộc tấn công này, Tướng Claude Lecourbe đã tấn công các cây cầu phao mà quân Áo băng qua sông Rhein, phá hủy hầu hết các cây cầu này và khiến phần còn lại không sử dụng được.

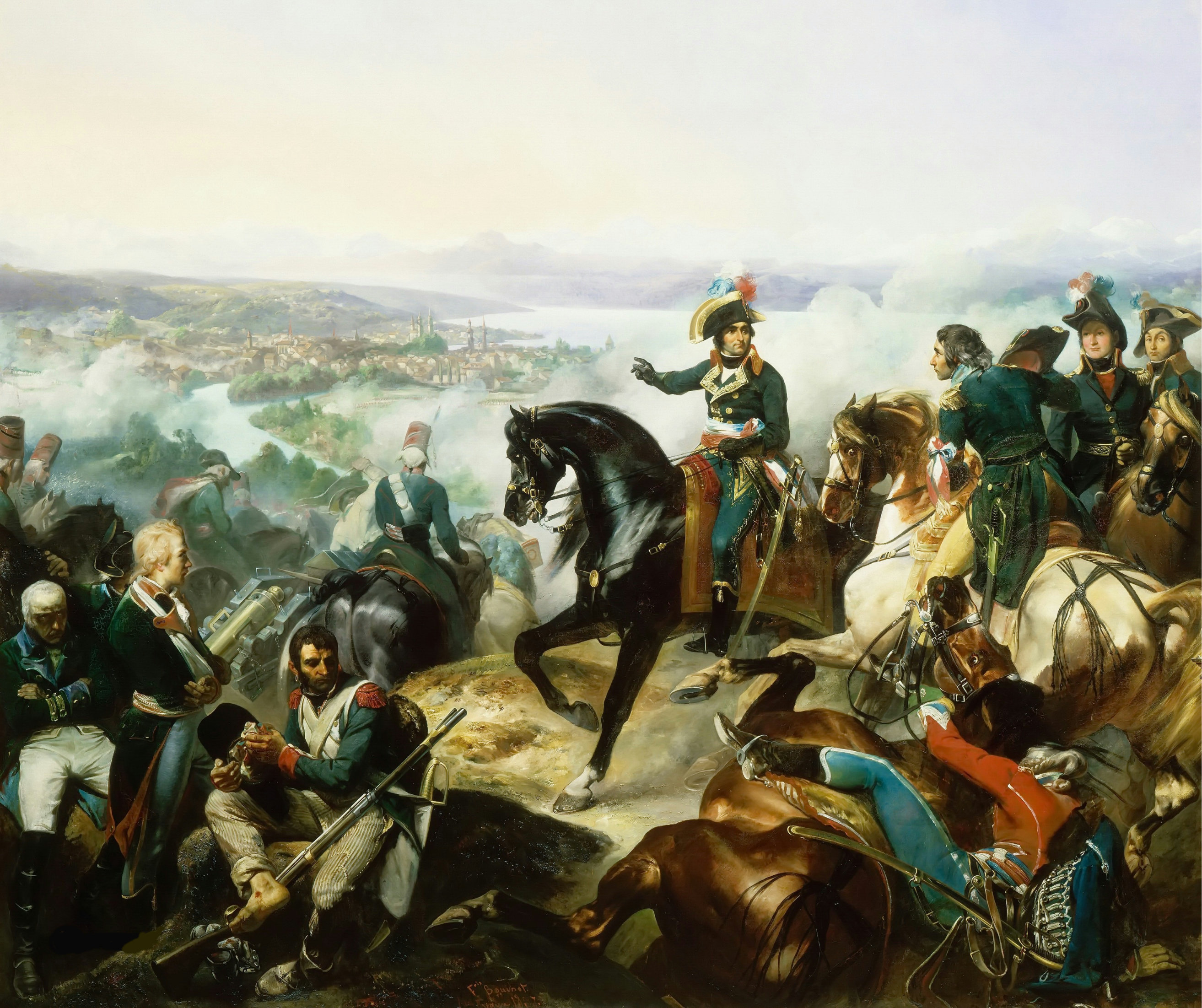
Masséna tại Trận Zurich lần thứ hai

Trước khi Karl có thể tập hợp lại, lệnh từ Hội đồng Aulic, cơ quan đế quốc ở Viên chịu trách nhiệm tiến hành chiến tranh, đã đến để phản đối kế hoạch của ông; Quân đội của Karl phải rời Zurich trong tay Korsokov được cho là có năng lực, vượt sông Rhein và hành quân về phía bắc đến Mainz. Karl đã trì hoãn chiến dịch này lâu nhất có thể, nhưng cuối cùng ông phải nhượng bộ lệnh từ Viên. Do đó, quân đội Nga dưới quyền một vị tướng mới vào nghề đã thay thế quân đội Áo và chỉ huy dày dạn kinh nghiệm của họ. Karl đã rút quân về phía bắc sông Rhein. Mặc dù lệnh cho Karl vượt sông Rhine và hành quân về phía bắc cuối cùng đã bị phản đối, nhưng khi những chỉ thị đó đến tay ông, thì đã quá muộn để đảo ngược.
Trong Trận Zürich lần thứ hai, quân Pháp đã giành lại quyền kiểm soát thành phố, cùng với phần còn lại của Thụy Sĩ. Đáng chú ý là Massena đã đánh bại Korsakov; bao vây ông ta, lừa ông ta, sau đó bắt hơn một nửa quân đội của ông ta làm tù binh, cộng với việc chiếm được đoàn xe chở hành lý và hầu hết các khẩu pháo của ông ta, và gây ra hơn 8.000 thương vong. Hầu hết các cuộc giao tranh diễn ra ở cả hai bờ sông Limmat cho đến tận cổng thành Zürich, và một phần trong chính thành phố. Zürich đã tuyên bố trung lập và không bị tàn phá toàn diện. Tướng Nicolas Oudinot chỉ huy lực lượng Pháp ở bờ phải và Tướng Édouard Mortier chỉ huy lực lượng ở bờ trái.
Cùng ngày, Jean-de-Dieu Soult và khoảng 10.000 quân đối đầu với Hotze và 8.000 quân Đồng minh trong Trận sông Linth. Soult đã cử 150 tình nguyện viên bơi qua sông vào giữa đêm. Hầu hết đều ngậm kiếm trong miệng, súng lục và đạn buộc trên đầu; những người khác mang theo trống hoặc kèn. Những người lính này đã giết lính gác Áo, tràn vào một tiền đồn, gây ra nhiều tiếng động khó hiểu và ra hiệu cho lực lượng chính của Soult vượt sông bằng thuyền. Hotze đã tử trận trong cuộc điều động này khi những người lính của Soult bất ngờ tấn công anh ta trong một cuộc trinh sát vào sáng sớm. Franz Petrasch nắm quyền chỉ huy nhưng quân đội của ông đã bị đánh bại nặng nề và buộc phải rút lui, mất 3.500 tù binh, 25 khẩu pháo dã chiến và bốn lá cờ.

Trong khi Masséna và Soult đang đánh bại quân Đồng minh, 21.285 quân Nga của Alexander Suvorov đã đến Thụy Sĩ từ Ý. Trong Trận đèo Gotthard từ ngày 24 đến ngày 26 tháng 9, quân đội của Suvorov đã đẩy lùi 8.000 quân của Lecourbe và tiến đến Altdorf gần Hồ Lucerne. Từ đó, Suvorov dẫn quân đội của mình vượt qua đèo Kinzig với hy vọng sẽ giao nhau với các lực lượng Đồng minh khác. Tại Muotathal, Suvorov cuối cùng cũng biết rằng thảm họa đã xảy ra với quân Đồng minh và quân đội của ông đã bị mắc kẹt. Quân Nga đã thoát khỏi bẫy và đến St. Gallen vào đầu tháng 10. Suvorov buộc phải dẫn quân của mình vượt qua dãy Alps đến Vorarlberg, dẫn đến thêm nhiều tổn thất.

### Nội chiến và sự kết thúc của nền Cộng hòa

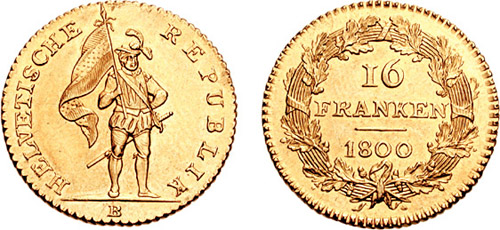
Đồng xu 16 Frank vàng do Cộng hòa Helvetic phát hành, đây là đồng tiền quốc gia đầu tiên của Thụy Sĩ.

Sự bất ổn trong nền Cộng hòa lên đến đỉnh điểm vào năm 1802–03—bao gồm cả cuộc nội chiến Stecklikrieg năm 1802. Cùng với sự kháng cự của địa phương, các vấn đề tài chính đã khiến Cộng hòa Helvetic sụp đổ và chính phủ của nước này đã phải tị nạn tại Lausanne. Do tình hình bất ổn, Cộng hòa Helvetic đã có hơn sáu bản hiến pháp trong thời gian 4 năm.
Vào thời điểm đó, Napoleon Bonaparte, khi đó là Đệ nhất Tổng tài của Pháp, đã triệu tập đại diện của cả hai bên đến Paris để đàm phán giải pháp. Mặc dù đại diện của Liên bang đã tạo thành một nhóm thiểu số tại hội nghị hòa giải, được gọi là "Helvetic Consulta"; Bonaparte mô tả Thụy Sĩ là liên bang "theo bản chất" và coi việc ép buộc khu vực này vào bất kỳ khuôn khổ hiến pháp nào khác là không khôn ngoan.
Vào ngày 19 tháng 2 năm 1803, Đạo luật hòa giải đã khôi phục lại các bang. Với việc bãi bỏ nhà nước tập trung, Thụy Sĩ một lần nữa trở thành một liên bang.
Giai đoạn của Cộng hòa Helvetic vẫn còn rất gây tranh cãi trong Thụy Sĩ. Nó đại diện cho lần đầu tiên Thụy Sĩ tồn tại như một quốc gia thống nhất và là một bước tiến tới nhà nước liên bang hiện đại. Lần đầu tiên dân số được định nghĩa là người Thụy Sĩ, không phải là thành viên của một bang cụ thể. Đối với các bang như Vaud, Thurgau và Ticino, Cộng hòa là thời kỳ tự do chính trị khỏi các bang khác. Tuy nhiên, Cộng hòa cũng đánh dấu thời kỳ thống trị và cách mạng của nước ngoài. Đối với các bang Bern, Schwyz và Nidwalden, đó là thời kỳ thất bại về mặt quân sự tiếp theo là bị chiếm đóng. Năm 1995, Quốc hội Liên bang đã chọn không kỷ niệm 200 năm thành lập Cộng hòa Helvetic, mà cho phép các bang riêng lẻ kỷ niệm nếu họ muốn.

## Đạo luật hòa giải

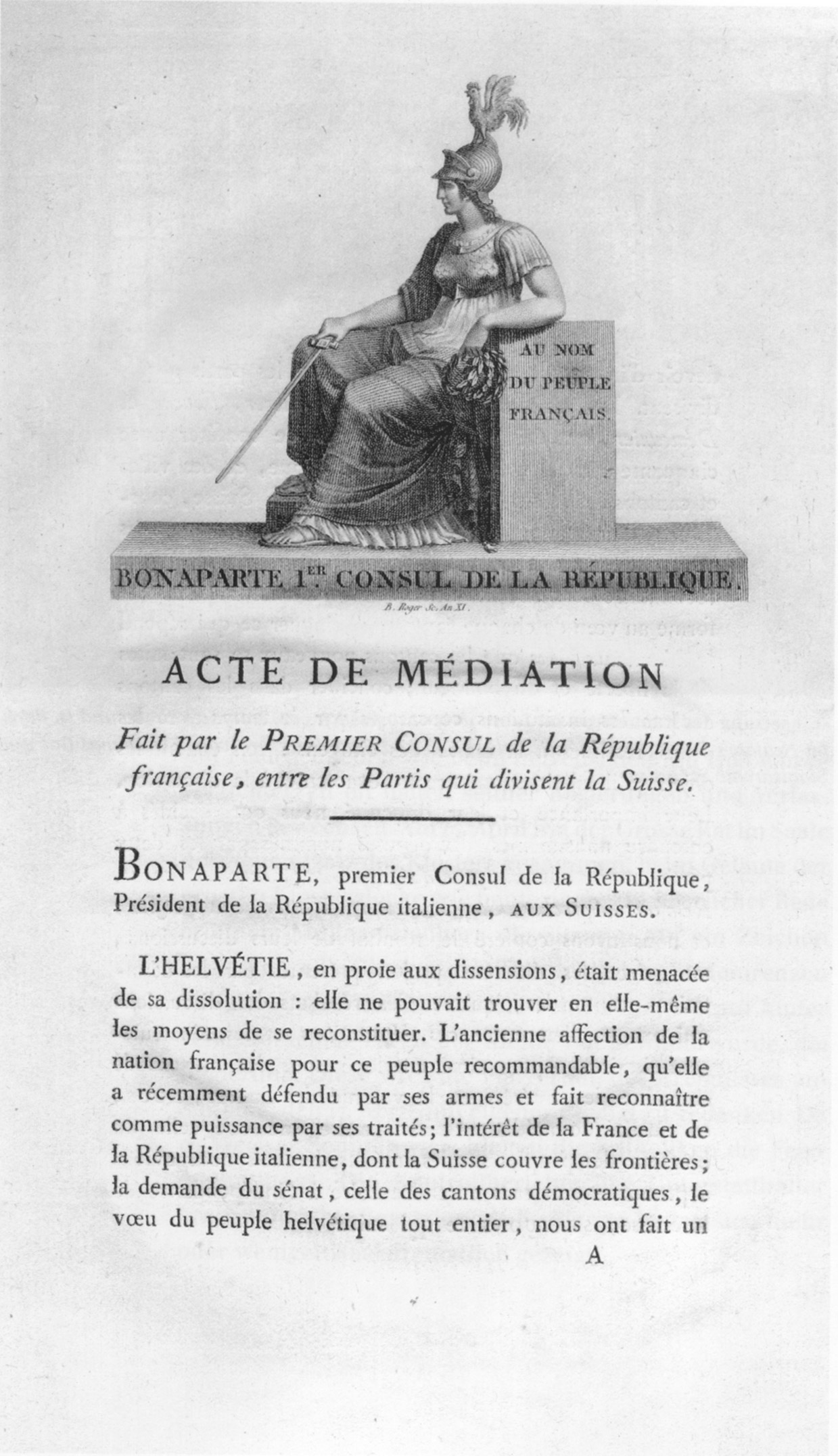
Đạo luật hòa giải, 1803

Liên bang Thụy Sĩ được tái lập theo Đạo luật hòa giải do Napoleon Bonaparte ban hành ngày 19 tháng 2 năm 1803 sau sự kiện Stecklikrieg. Giai đoạn lịch sử Thụy Sĩ từ năm 1803 đến năm 1815 được gọi là Hòa giải. Đạo luật này đã bãi bỏ Cộng hòa Helvetic trước đó, vốn đã tồn tại kể từ cuộc xâm lược Thụy Sĩ của quân đội Pháp vào tháng 3 năm 1798. Sau khi quân đội Pháp rút lui vào tháng 7 năm 1802, Cộng hòa sụp đổ (Stecklikrieg). Đạo luật Hòa giải là nỗ lực của Napoleon nhằm thỏa hiệp giữa Ancien Régime và Cộng hòa. Giai đoạn trung gian này của lịch sử Thụy Sĩ kéo dài cho đến khi Phục hưng Thuỵ sĩ năm 1815.

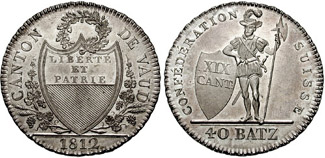
Xu bạc: 40 Batzen của Vaud (1812)

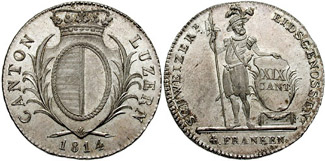
Xu bạc: 4 Franken của Luzern (1814)

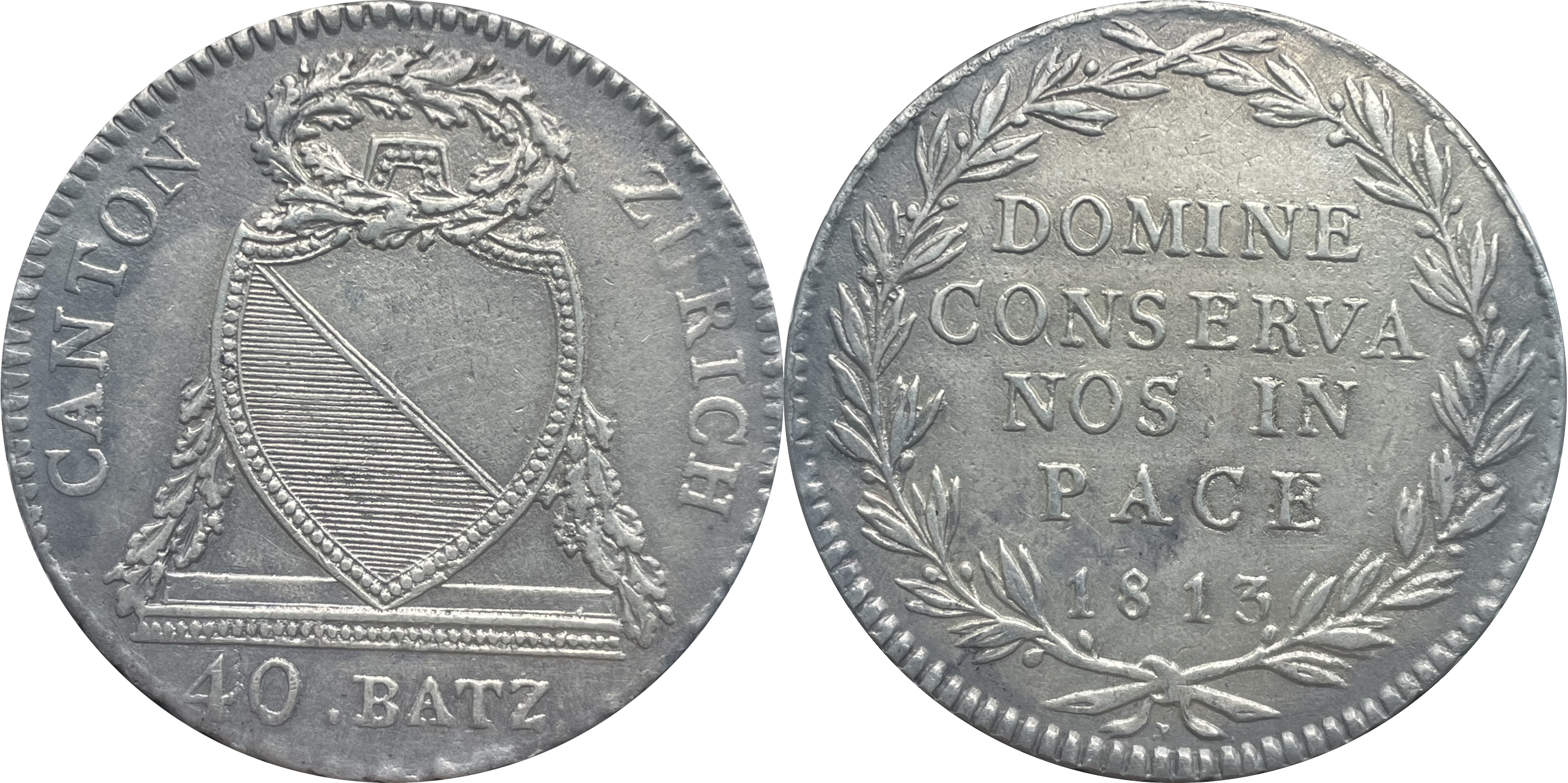
Xu bạc: 40 Batzen của Zurich (1813)

Vào năm 1803, Đạo luật hòa giải của Napoleon đã khôi phục một phần chủ quyền của các bang và các lãnh thổ thuộc địa trước đây là Aargau, Thurgau, Vaud và Ticino trở thành các bang có quyền bình đẳng.
Tương tự như vậy, Ba liên minh, trước đây là một liên kết (Zugewandter Ort) nhưng không phải là thành viên chính thức của liên minh, đã trở thành thành viên chính thức với tư cách là bang Graubünden. Thành bang St. Gallen, về mặt lịch sử cũng là một liên kết của liên minh, cùng với các lãnh thổ trước đây của chính nó (và với những lãnh thổ trước đây thuộc về Tu viện Saint Gall) đã trở thành thành viên chính thức với tư cách là bang St. Gallen, vì thế Liên bang Thuỵ Sĩ dưới thời Napoleon tổng cộng là 19 bang.
Ngược lại, các lãnh thổ Biel, Valais, Thân vương quốc Neuchâtel trước đây (sau này là bang Neuchâtel), của Giáo phận vương quyền Basel (sau này là Bernese Jura) và Geneva đã không trở thành một phần của liên bang Thụy Sĩ cho đến cuối Kỷ nguyên Napoleon.

Với Napoleon đóng vai trò là người trung gian và tuyên bố rằng nhà nước chính trị tự nhiên của Thụy Sĩ là Liên bang, Đạo luật Hòa giải đã giải thể Cộng hòa Helvetic và giải quyết nhiều vấn đề đã chia rẽ nền Cộng hòa. Đạo luật này khôi phục 13 Bang ban đầu của Liên bang cũ và thêm 6 bang mới, 2 bang (St. Gallen và Graubünden hoặc Grisons) trước đây là các bang liên kết, và 4 bang còn lại bao gồm các vùng đất thuộc chủ quyền đã chinh phục vào các thời điểm khác nhau — Aargau (1415), Thurgau (1460), Ticino (1440, 1500, 1512) và Vaud (1536).
Đạo luật hòa giải bao gồm 19 hiến pháp riêng biệt dành cho 19 bang có chủ quyền, được sắp xếp theo thứ tự bảng chữ cái, tiếp theo là "Đạo luật Liên bang" (Acte Fédéral, trang 101–109) nêu chi tiết các nghĩa vụ chung giữa các bang và các điều khoản cho Quốc hội Liên bang. Trong Quốc hội, 6 bang có dân số hơn 100.000 người (Bern, Zurich, Vaud, St Gallen, Graubünden và Aargau) được trao 2 phiếu bầu, các bang khác chỉ được 1 phiếu. Các cuộc họp của Quốc hội sẽ được tổ chức luân phiên tại Fribourg, Bern, Solothurn, Basel, Zürich và Lucerne. Các Landsgemeinden, hay các hội đồng nhân dân, đã được khôi phục tại các bang dân chủ, trong những trường hợp khác, chính quyền bang nằm trong tay của một Đại hội đồng (lập pháp) và hội đồng nhỏ (hành pháp). Sẽ không có giai cấp đặc quyền, thị dân hay đất đai lệ thuộc. Mọi công dân Thụy Sĩ đều được tự do di chuyển và định cư ở bất kỳ đâu trong Liên bang mới.
Tuy nhiên, các quyền được hứa hẹn trong Đạo luật hòa giải đã sớm bắt đầu bị xói mòn. Ticino bị quân đội Pháp chiếm đóng từ năm 1810 đến năm 1813. Ở quê nhà, quyền tự do di chuyển từ bang này sang bang khác (mặc dù được hiến pháp cho phép) đã bị Quốc hội hạn chế vào năm 1805 bằng cách yêu cầu cư trú 10 năm, sau đó không cấp quyền chính trị tại bang hoặc quyền hưởng lợi từ tài sản chung.
Ngay khi quyền lực của Napoleon bắt đầu suy yếu (1812–1813), vị thế của Thụy Sĩ đã bị đe dọa. Người Áo, được đảng phản động ở Thụy Sĩ ủng hộ và không có bất kỳ sự kháng cự thực sự nào từ phía Quốc hội, đã vượt biên giới vào ngày 21 tháng 12 năm 1813. Vào ngày 29 tháng 12, dưới áp lực của Áo, Quốc hội đã bãi bỏ hiến pháp năm 1803 do Napoleon lập ra trong Đạo luật hòa giải.
Vào ngày 6 tháng 4 năm 1814, cái gọi là Quốc hội dài đã họp để thay thế hiến pháp. Quốc hội vẫn bế tắc cho đến ngày 12 tháng 9 khi Valais, Neuchâtel và Geneva được nâng lên thành thành viên chính thức của Liên bang. Điều này làm tăng số lượng các bang lên 22. Tuy nhiên, Quốc hội không đạt được nhiều tiến triển cho đến Đại hội Viên.

## Phục hồi
Vào ngày 20 tháng 3 năm 1815, thị trấn Biel/Bienne và phần lớn đất đai thuộc sở hữu của Giáo phận Basel được trao cho Bern để bồi thường cho lãnh thổ bị mất trong Nghị viện dài (Long Diet). Valtellina, trước đây thuộc sở hữu của Graubunden, đã được trao cho Đế quốc Áo. Muhlhausen (Mulhouse trong tiếng Pháp) được giữ lại làm một phần của Pháp.
Vào ngày 7 tháng 8 năm 1815, Hiệp ước Liên bang có hiệu lực và hiến pháp mới đã được tất cả các bang tuyên thệ, ngoại trừ Nidwalden. Nidwalden chỉ đồng ý dưới sự ép buộc của quân đội vào ngày 30 tháng 8 và như một hình phạt, mất Engelberg vào tay Obwalden. Theo hiến pháp mới, các quyền chủ quyền của mỗi bang đã được công nhận đầy đủ và việc quay trở lại các ranh giới của hiến pháp cũ được thực hiện, mặc dù không có vùng đất thuộc quyền, và các quyền chính trị không phải là đặc quyền độc quyền của bất kỳ tầng lớp công dân nào. Mỗi bang có một phiếu bầu trong Quốc hội, nơi mà đa số tuyệt đối sẽ quyết định mọi vấn đề ngoại trừ các vấn đề đối ngoại, trong khi cần phải có đa số ba phần tư.